# Kurt Bergström
Kurt Johan Bergström (Lidingö, 23 de julho de 1891 — Jönköping, 20 de novembro de 1955) foi um velejador sueco, medalhista olímpico. Ele competiu nos Jogos Olímpicos de Verão de 1912 na classe 12 Metre e conquistou a medalha de prata na disputa a bordo do Erna Signe com Nils Persson, Per Bergman, Dick Bergström, Hugo Clason, Folke Johnson, Sigurd Kander, Ivan Lamby, Erik Lindqvist e Hugo Sällström.
Ele também trabalhava como médico em Jönköping. Ele era casado com Inga Märta Eleonora Bergström. Com ela teve três filhas: Marianne em 1933, Marguerite em 1936 e Inga-Brita em 1937.